# 泉水鎮 (浦北県)
泉水鎮（せんすいちん）は中華人民共和国広西チワン族自治区欽州市浦北県の鎮。

## 行政区画
泉水鎮は以下の地区を管轄している：新圩社区、泉新村、旧州村、平陽村、小蒙屯村、横流村、坭江村、湴山村。